# 메단
메단(Medan)은 인도네시아 수마트라우타라주의 주도이다. 해안을 따라서 주의 북쪽 부분에 위치한, 메단은 인도네시아에서 세 번째로 큰 도시이다. 동쪽, 남쪽, 서쪽은 델리 세르당 섭정단으로 둘러싸여 있으며, 북쪽에는 믈라카 해협과 접하고 있다.

## 역사
메단은 캄풍 메단 (Kampung Medan, 메단 마을)로 불렸던 한 마을로서 시작했다. 캄풍 메단은 1590년대 구루 파팀푸스 (Guru Patimpus)가 창립했다. 캄풍 메단이 타나 델리 (Tanah Deli, 델리 땅)에 자리잡고 있기 때문에, 캄풍 메단은 또한 메단-델리로서 언급된다. 캄풍 메단의 원래 위치는 델리강(Deli River)이 바부라 강 (Babura River)과 만나는 지역이다.
16세기 초 포르투갈인 상인의 일기에 따르면, 메단의 이름이 실제로 사우디아라비아의 서쪽에 있는 메디나 (Medina)로부터 유래되었다고 한다. 그러나, 다른 견해는 메단의 이름이 실제로 인도의 언어 "Meiden"으로부터 왔다고 한다. 2002년에 출판된 다윈 프린스트 SH가 쓴 카로-인도네시아 사전 중 하나는
메단이 또한 "회복하다" 혹은 "더 좋게 되다"로 정의한다고 썼다.
메단의 최초 거주자들은 바탁 카로 사회 출신이다. 아체의 술탄, 술탄 이스칸드르 무다가 델리 술탄령이 성장을 시작하도록 타나 델리에 아체 술탄령의 대표자가 되도록 그의 장군 고카 팔라완 락사만나 코자 빈탄 (Gocah Pahlawan Laksamana Khoja Bintan)을 보냈을 때까지 아니었다. 이것은 메단의 인구와 문화 둘다에 성장을 자극했다. 술탄 델리 (1669년 ~ 1698년 사이)의 통치 2년에, 메단에서 기병 전투가 있었다.

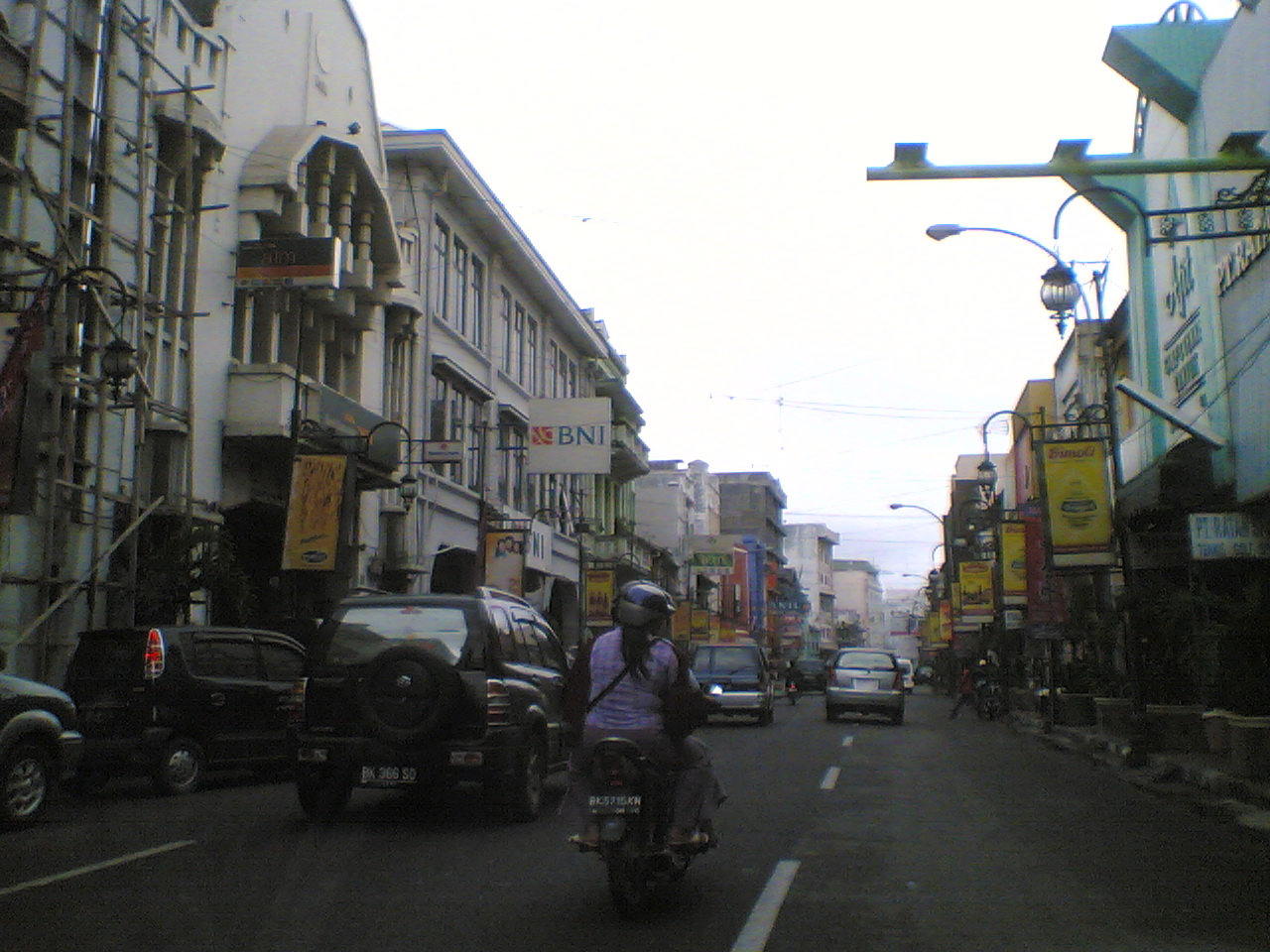
2006년 케사완 지역

네덜란드 식민주의자들이 메단을 담배 플랜테이션으로 활용하기 전까지는 상당한 발전을 경험하지 못했다. 1860년대 메단은 빨리 인도네시아 서쪽 지역의 발전을 지배하면서,정부와 상업적 활동의 중심이 되었다.
시악 스리 인드라푸라 왕국의 통치자, 술탄 이스마일이 그가 한때 통치했던 델리, 랑카트, 세르당의 상당을 양도한 후 네덜란드는 1658년부터 타나 델리를 통치했다. 1915년 메단은 공식적으로 북 수마트라 주의 주도가 되었고 1918년에 공식적으로 도시가 되었다.
시장은 Drs. H. 압딜라 Ak (시기 2005년 ~ 2010년)가 재임중이다. 메단은 21 지구 (kecamatan)와 151 하위지구 (kelurahan)로 나뉜 상태이다.

## 인구
대략 250만 인구를 가진 메단은 자카르타와 수라바야 그리고 반둥 다음으로 인도네시아에서 4번째로 인구가 많다.
역사를 반영하여 여러 커뮤니티가 섞여 있는 도시이다. 전통 말레이 마을(Kampung)에도, 인도네시아를 통틀어 바탁 주민의 소재지로 유명하다. 만성적인 자바의 과밀을 경감하기 위한 시도인, 정부 이주 정책의 일부로서 자바로부터 이송된 사람들의 후손으로 구성된 규모가 큰 인종 자바인 사회가 있다. 메단 인구의 매우 명백한 구성은 상업 분야에서 매우 활발한 중국인이다.
마지막으로, 도시는 흔힌 켈링 (keling)으로서 알려진 타밀인 후손의 상당한 크기의 사회를 가지고 있다. 잘 알려진 타밀 근린은 캄풍 켈링 (Kampung Keling)이다. 인도네시아어 외에, 바탁 시말룽운, 바탁 카로, 바탁 만다일링, 바탁 빡-빡, 바탁 앙콜라, 바탁 토바, 델리 말레이어, 자바어, 민남객가어, 타밀어, 아체어, 미낭카바우어, 영어가 사용된다.

## 랜드마크

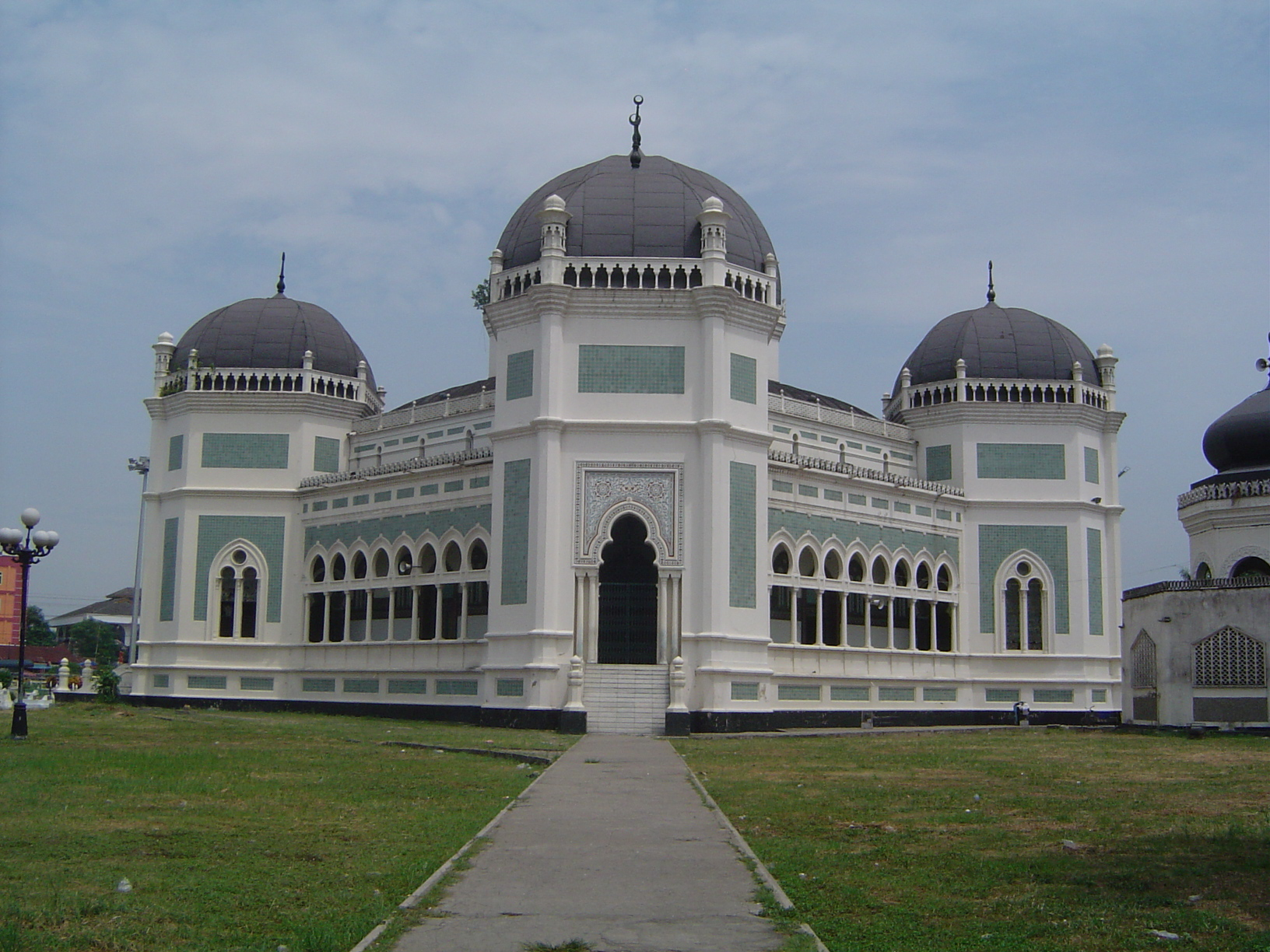
메단의 그레이트 모스크

메단에는 많은 네덜란드식 오래된 건물들이 있다. 이것들은 오래된 시청, 중앙 우체국, 메단 시의 아이콘인 워터 타워, 티티 간퉁을 포함한다.
델리의 술탄이 사는 마이문 궁전 (Istana Maimun)과 1906년 세워진 메단 대사원 (Great Mosque, Masjid Raya) 같은 몇몇 역사적인 장소가 있다.

## 교통

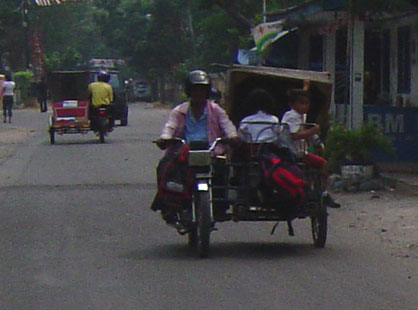
베칵 (becak)

메단의 독특한 특징들 중 하나는 거의 모든 곳에서 발견된 엔진을 단 베짝 (becak) 들이다. 전통적인 베짝들과 달라, 엔진을 단 베짝은 승객을 도시의 어느곳에나 데려갈 수 있다. '베짝'의 요금은 상대적으로 값싸며 대개 미리 협상을 한다.
또한 택시와 대중교통수단으로 가장 많이 이용되는 '앙꼿'으로 알려진 미니버스가 있다.

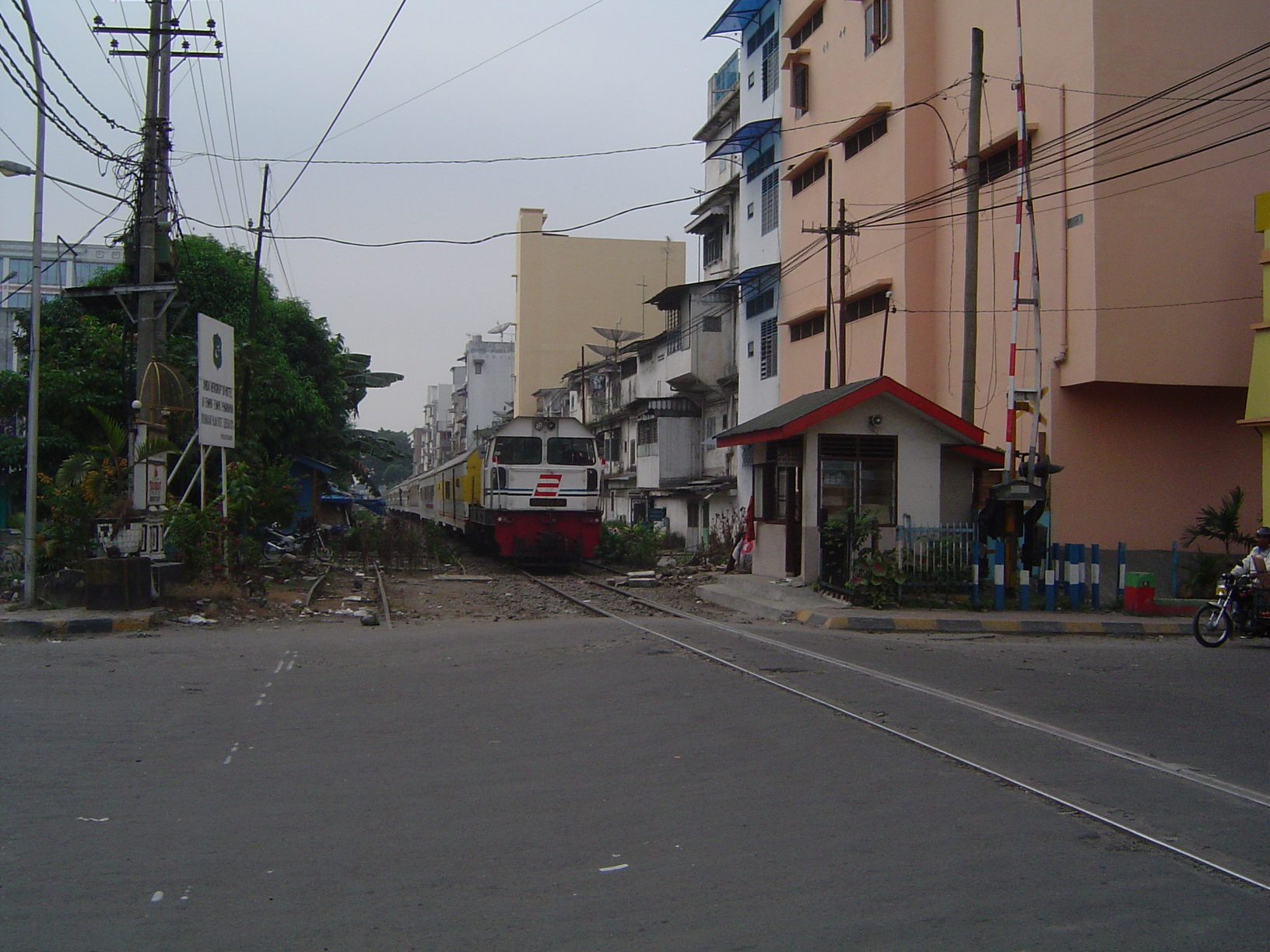
메단에 있는 기차

철도 궤도가 메단을 빈자이 (Binjai)와 북서쪽에 탄중푸라 (Tanjungpura), 북쪽에 벌라완 (Belawan) 항구, 떠빙 띵기 (Tebing Tinggi)와 남동쪽에 뻐마땅 씨안따르(Pematang Siantar)까지 연결한다.
벌라완 항구는 북쪽으로 약 20km 떨어져 있다.
폴로니아 국제 공항 (Polonia International Airport)은 도시의 중심에 있으며, 콸라 나무 국제 공항 (Kuala Namu International Airport)이 새로 건설 중이다.
유료 고속도로가 메단을 벌라완과 탄중모라와 (Tanjungmorawa)까지 연결한다. 떠빙 띵기와 빈자이까지 이 고속도록의 확장을 위한 계획이 완성된 상태이며 중앙 정부는 현재 그 확장을 건설할 투자자들을 찾는 중이다.

## 교육
메단은 대학교, 단과대학교, 학교들의 상당한 수에 소재지이다. 메단 시 정부는 총 827개의 초등학교, 337개의 주니어 하이스쿨, 288개의 시니어 하이스쿨, 72개의 대학교와 다른 고등 교육 기관을 목록화했다..

### 주립 대학교
| 영어 이름                                           | 인도네시아어 이름          | 두문자 | 설립 | Link |
| --------------------------------------------------- | -------------------------- | ------ | ---- | ---- |
| 메단 주립 대학교 (State University of Medan)        | Universitas Negeri Medan   | UNIMED | 1956 |      |
| 노스 수마트라 대학교 (University of North Sumatera) | Universitas Sumatera Utara | USU    | 1952 |      |

### 사립 대학교
| 한국어와 영어로 된 이름                                                                  | 인도네시아어 이름                            | 두문자 | 설립 | Link                            |
| ---------------------------------------------------------------------------------------- | -------------------------------------------- | ------ | ---- | ------------------------------- |
| 알 아자르 대학교 (Al-Azhar University, Medan)                                            | Universitas Al-Azhar                         | N/A    | 1983 |                                 |
| 알 워실리야 대학교 (Al-washliyah University)                                             | Universitas Al-washliyah                     | UNIVA  | 1958 |                                 |
| 아미르 함자 대학교 (Amir Hamzah University)                                              | Universitas Amir Hamzah                      | N/A    | 1981 | N/A                             |
| 컷 닉 다이엔 대학교 (Cut Nyak Dhien University)                                          | Universitas Cut Nyak Dhien                   | N/A    | 1956 | N/A                             |
| 다마 아궁 대학교 (Darma Agung University)                                                | Universitas Darma Agung                      | UDA    | 1959 |                                 |
| 달마 왕사 대학교 (Dharmawangsa University)                                               | Universitas Dharmawangsa                     | N/A    | 1986 |                                 |
| 후리아 크리스틴 바탁 프로테스탄트 노멘센 대학교 (HKBP Nommensen University)              | Universitas HKBP Nommensen                   | UHN    | 1954 |                                 |
| 인도네시아 사회 개발 대학교 (Social Development University of Indonesia)                 | Universitas Pembinaan Masyarakat Indonesia   | UPMI   | 1979 | 보관됨 2011-07-20 - 웨이백 머신 |
| 북 수마트라 이슬람 대학교 (Islamic University of Sumatera Utara)                         | Universitas Islam Sumatera Utara             | UISU   | 1952 | 보관됨 2011-10-19 - 웨이백 머신 |
| 메단 지역 대학교 (Medan Area University)                                                 | Universitas Medan Area                       | UST    | 1982 |                                 |
| 인도네시아 감리교 대학교 (Methodist University of Indonesia)                             | Universitas Methodist Indonesia              | UMI    | 1965 |                                 |
| 북 수마트라 무하마드야 대학교 (Muhammadiyah University of Sumatera Utara)                | Universitas Muhammadiyah Sumatera Utara      | UMSU   | 1957 |                                 |
| 누산타라 알-와셀리야 무슬림 대학교 (Nusantara Al-Wasliyah Muslim University)             | Universitas Muslim Nusantara Al-Wasliyah     | UMN    | 1996 |                                 |
| 판카우디 개발 대학교 (Pancabudi Development University)                                  | Universitas Pembangunan Panca Budi           | N/A    | 1964 |                                 |
| 프레스톤 대학교 인도네시아 (Preston University of Indonesia)                             | Universitas Preston Indonesia                | UPI    | N/A  | N/A                             |
| 프리마 대학교 인도네시아 (Prima University of Indonesia)                                 | Universitas Prima Indonesia                  | UNPRI  | 2005 |                                 |
| 세티아 부디 만디리 대학교 (Setia Budi Mandiri University)                                | Universitas Setia Budi Mandiri               | USBM   | 2008 |                                 |
| 시세암만가라자 열 두번째 대학교 (Sisingamangaraja XII University)                        | Universitas Sisingamangaraja XII             | US XII | 1984 | N/A                             |
| 인도네시아 사회 개발 대학교 (Social Development University of Indonesia)                 | Universitas Pembangunan Masyarakat Indonesia | UPMI   | 1979 | 보관됨 2011-07-20 - 웨이백 머신 |
| 세인트 토마스 카톨릭 대학교 (St. Thomas Catholic University)                             | Universitas Katolik Santo Thomas             | UST    | 1984 |                                 |
| 출처: Directorate General of Higher Education, Ministry of National Education, Indonesia |                                              |        |      |                                 |

## 미디어
주 정부 소유의 TVRI Medan과 개인 소유의 Deli Tv는 메단에 유일한 지역 TV 방송국이다. 몇몇 지역 신문들이 시에서 운영중이다. 다른 유명한 신문은 하리안 와스파다 (Harian Waspada)와 Harian SIB를 포함한다.

## 스포츠
축구는 PSMS 메단과 메단 자야(Medan Jaya) 두 개의 축구 클럽을 보유할 정도로 인기 있는 스포츠이다.

## 갤러리

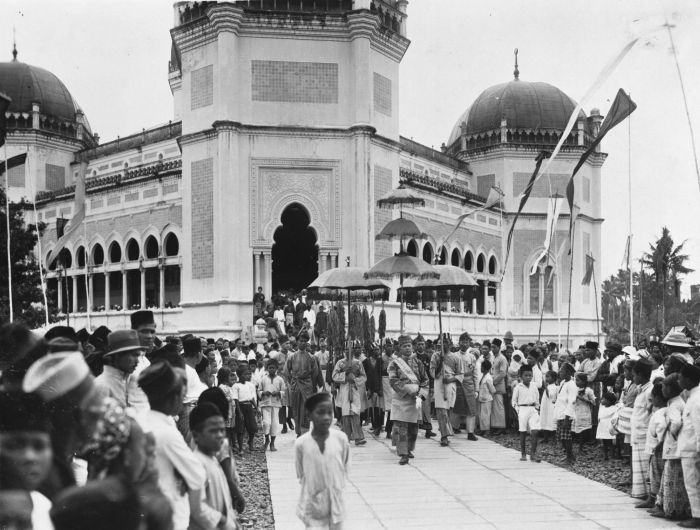
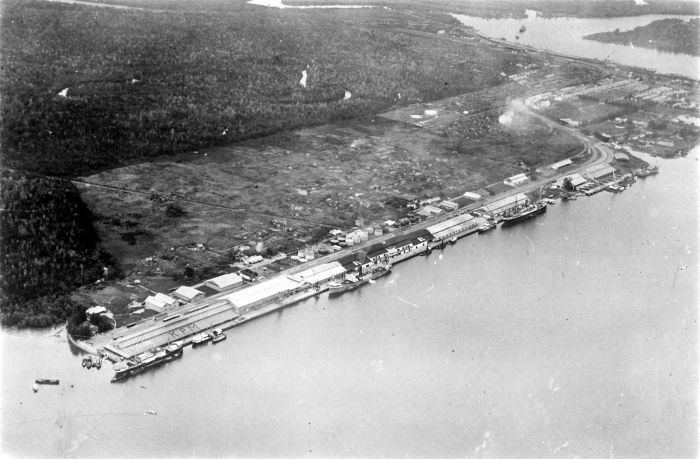
1920년대 당시의 벨라완 항구의 항공뷰
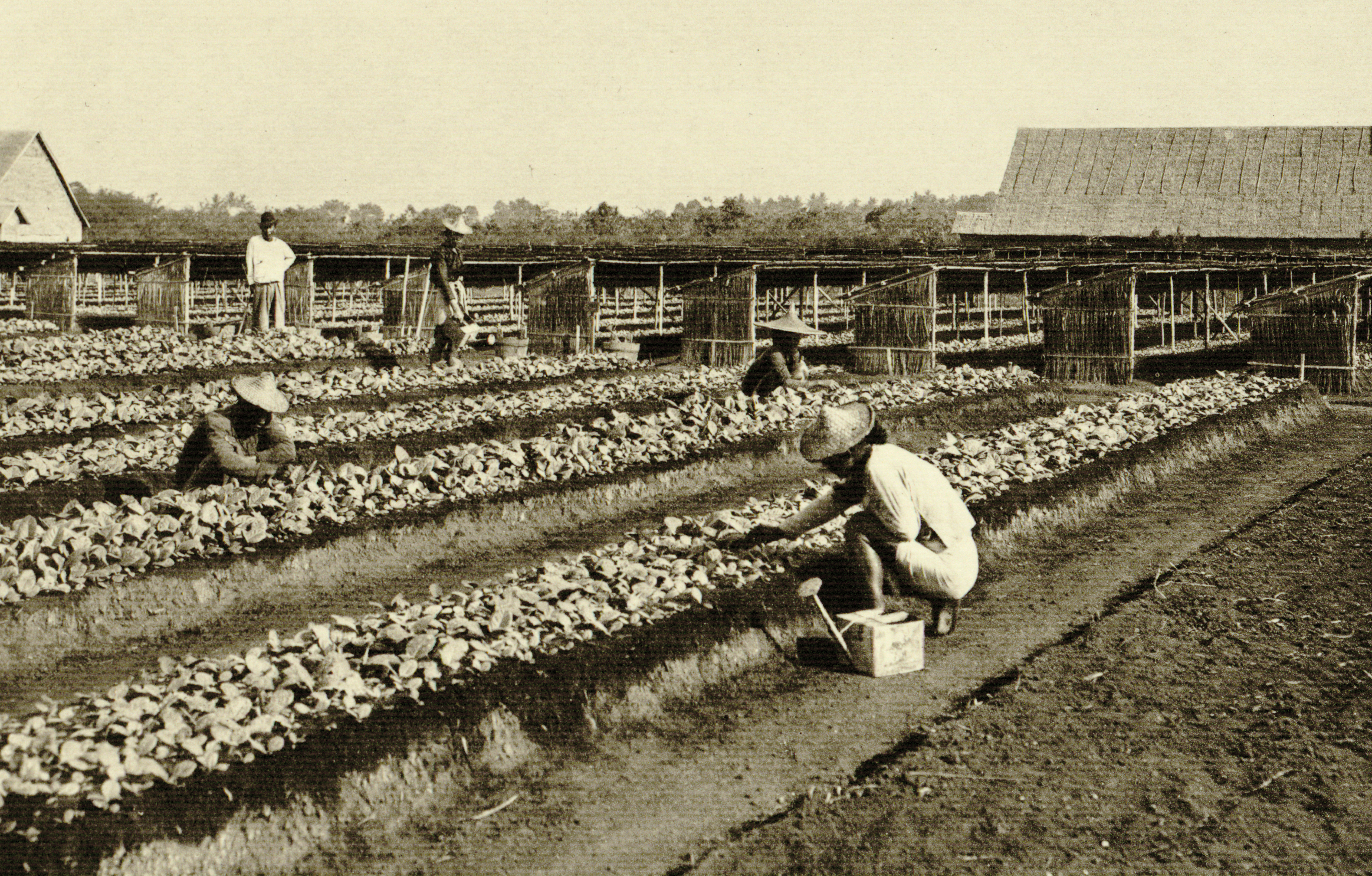
1900년대 무렵 메단의 담배 재배지에서 일하고 있는 막노동꾼들
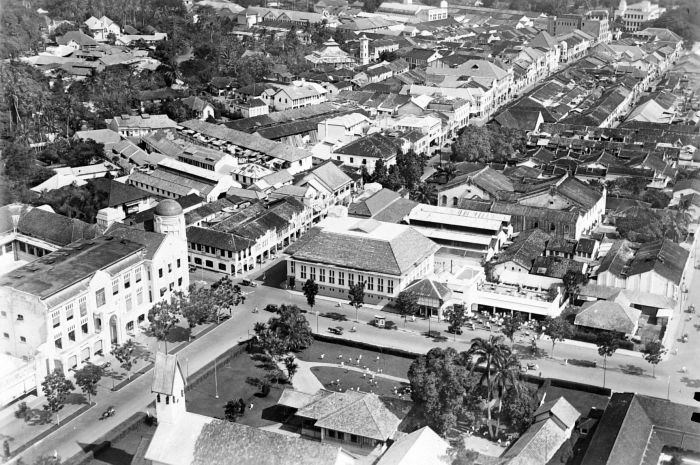
공중으로 바라본 메단의 전경, 1928~1940년 사이인 것으로 추정
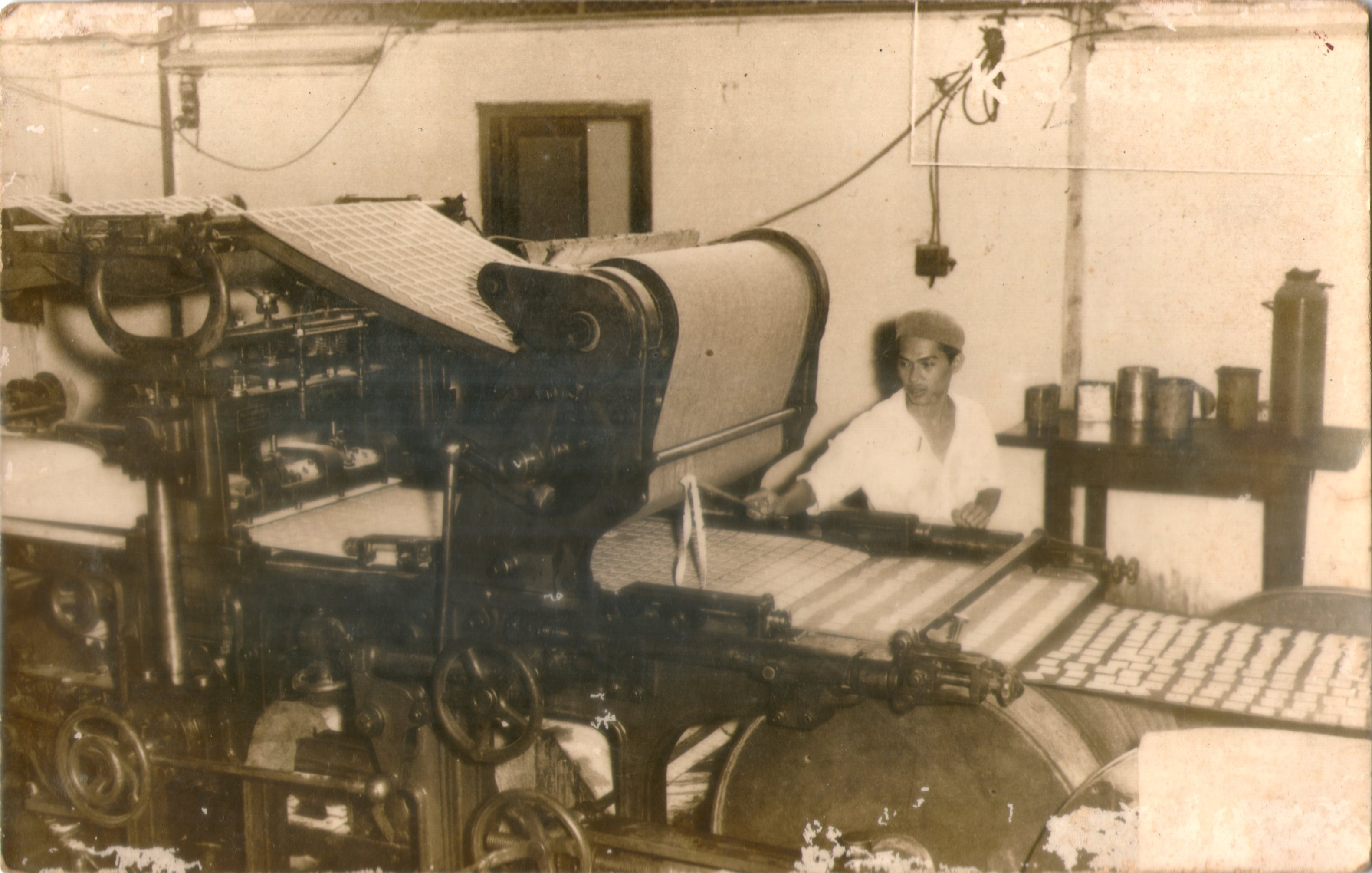
1950년대 후반 당시의 메단의 한 비스킷 제조공장
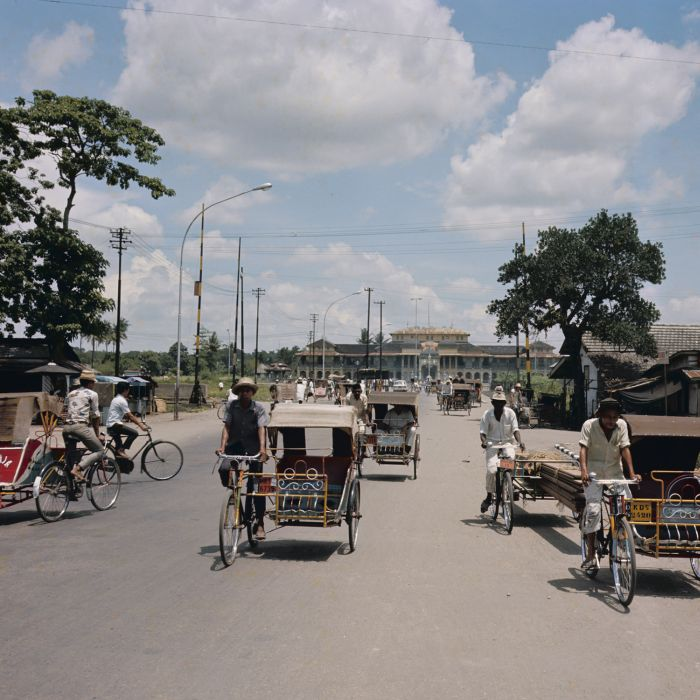
1970년대 무렵에 촬영된 마문궁 앞 거리에 있는 베짝 또는 자전거 택시의 모습
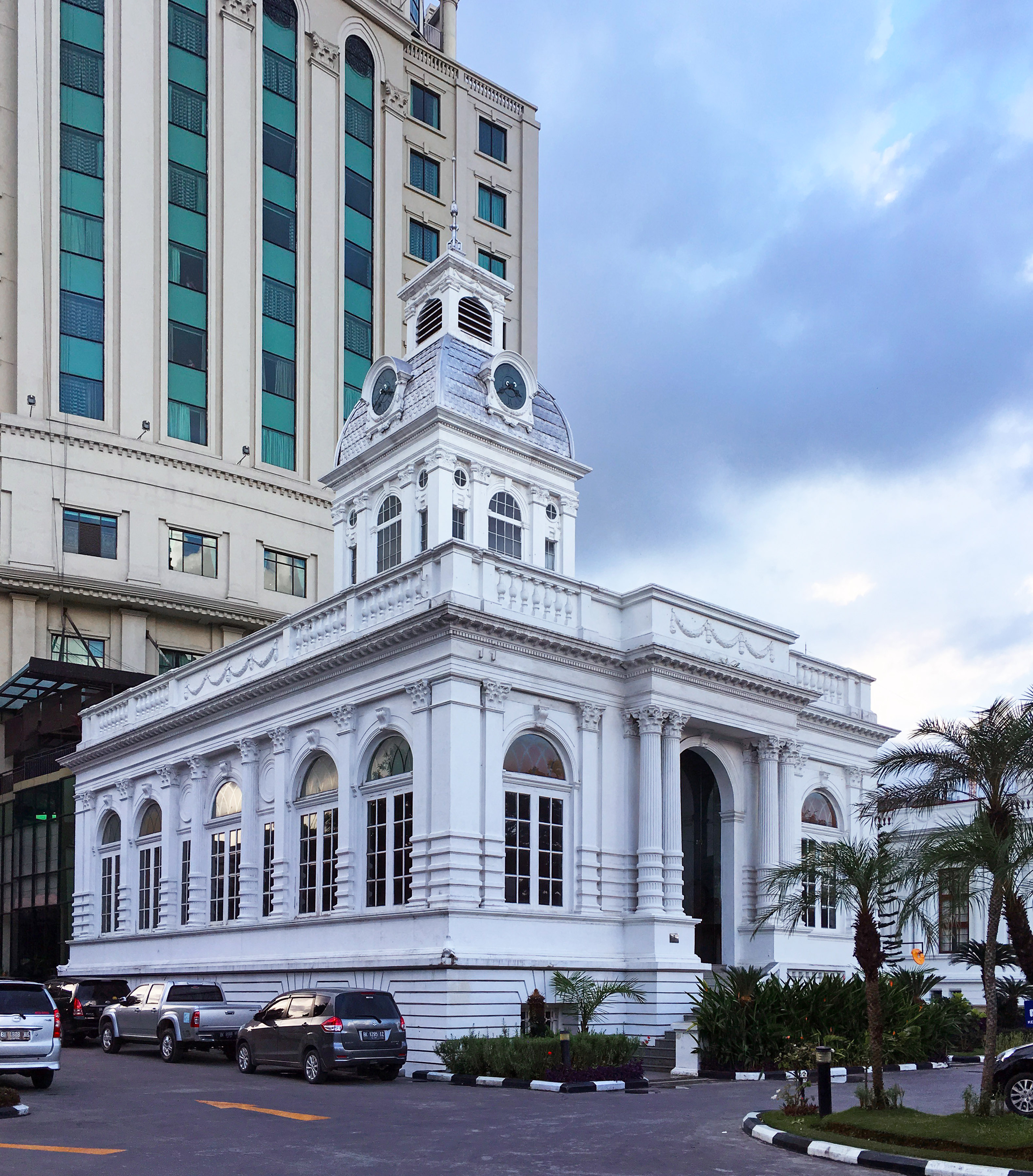
옛 메단의 시청 청사 전경
메단의 행정 구역
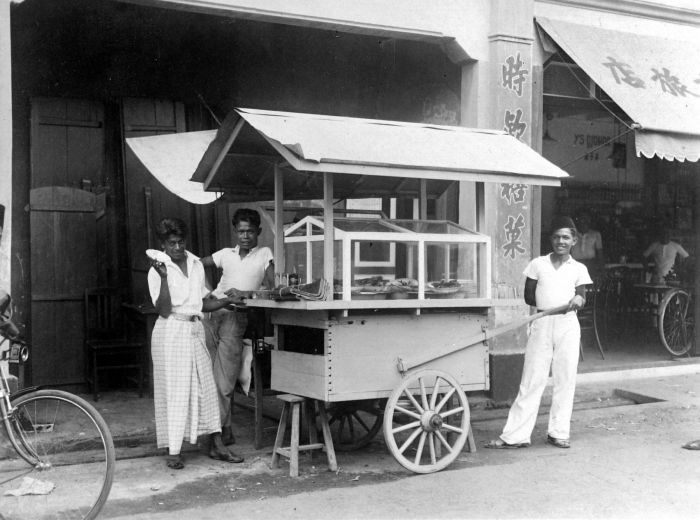
케사완 차이나타운에 머무르고 있는 인도인, 말레이인 등으로 구성된 베짝 판매자의 모습. 촬영된 시기는 1940년대인 것으로 추정
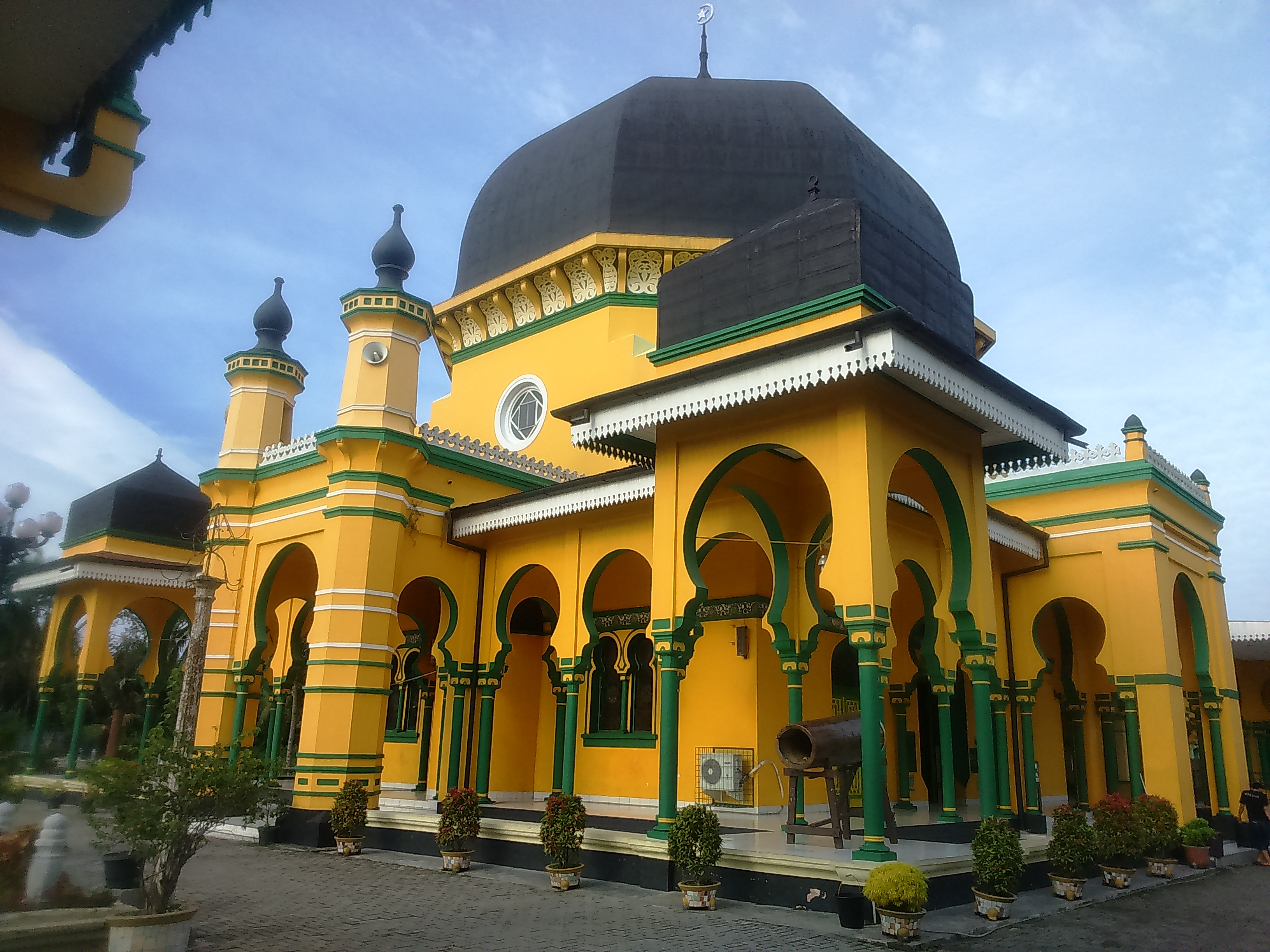
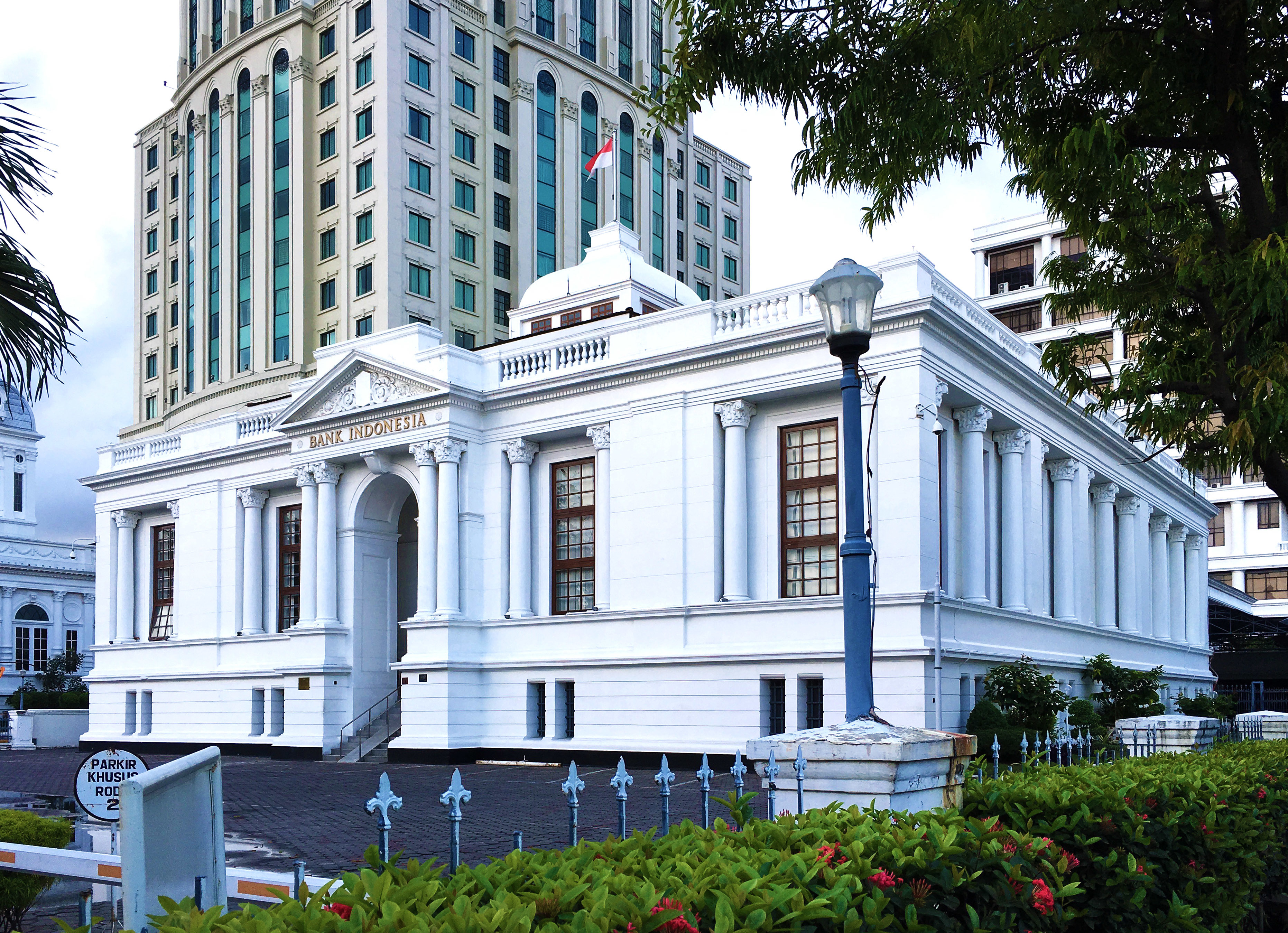
인도네시아 은행 메단 사옥 전경
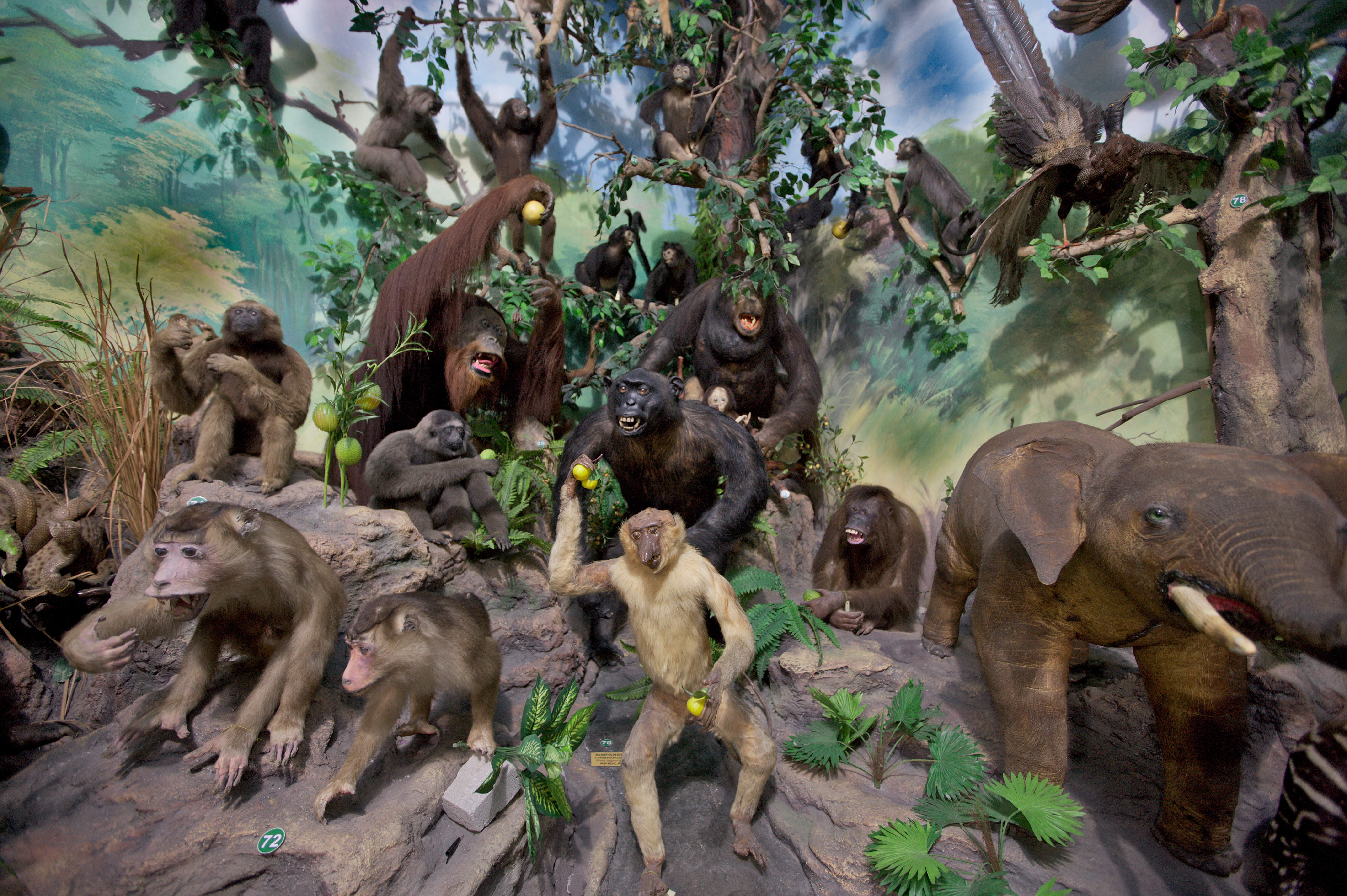
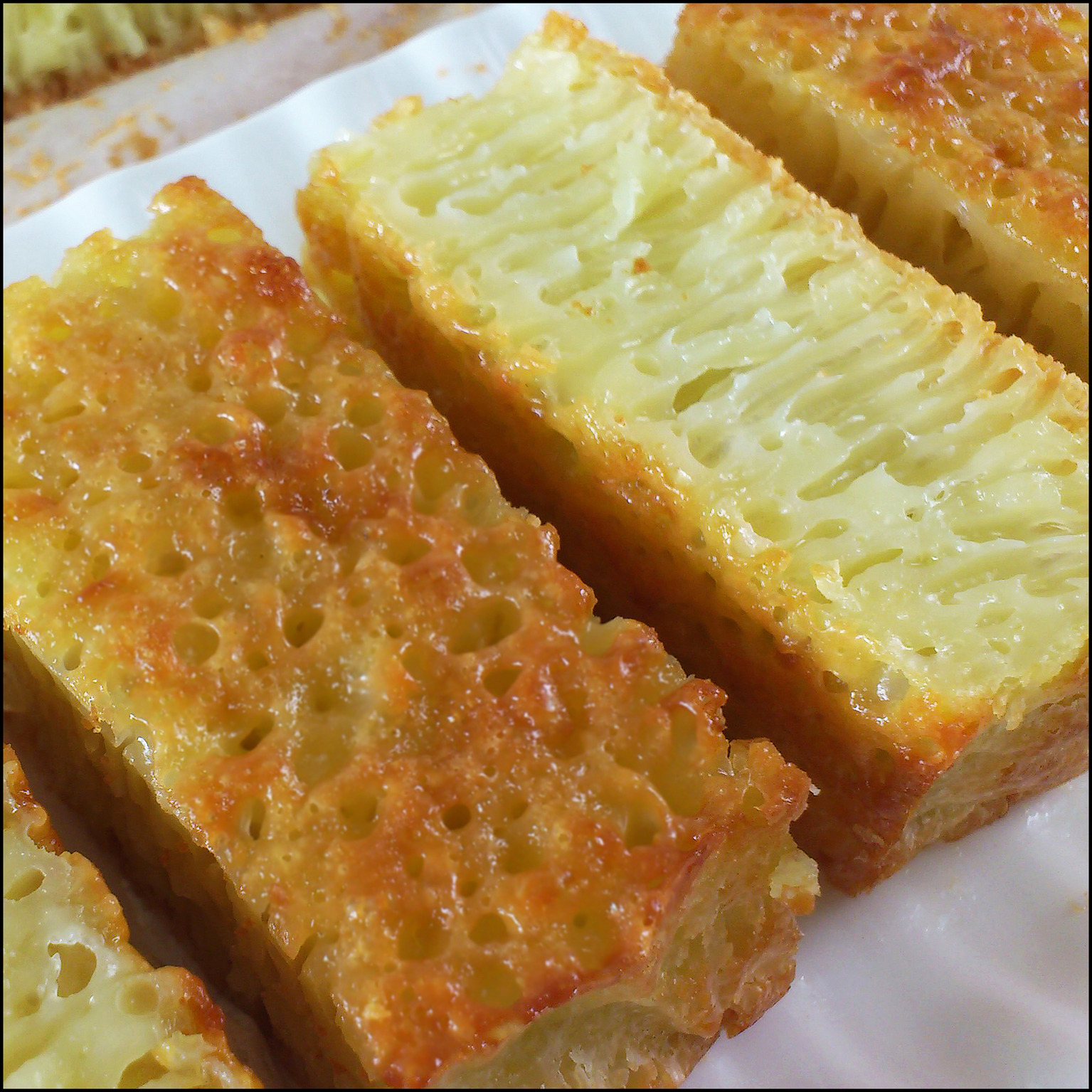
비카 암본
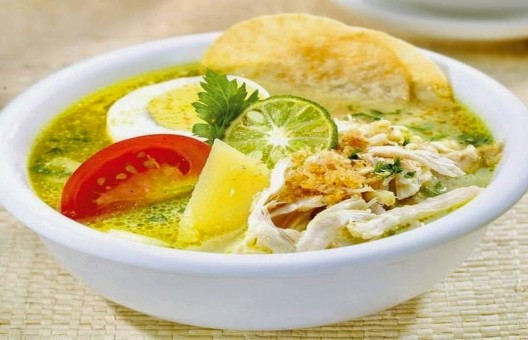
소토 메단
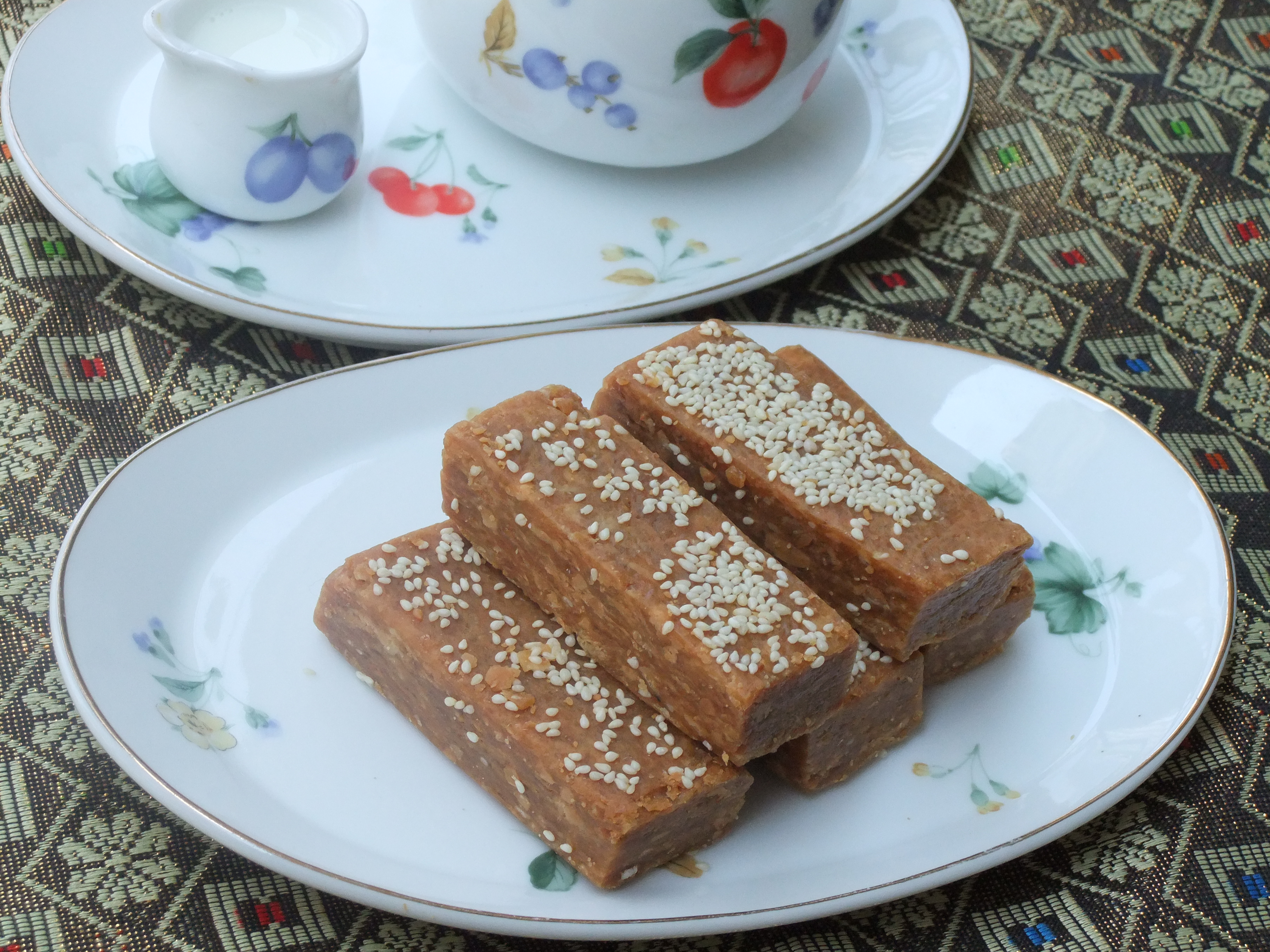
땅콩 사탕으로 알려진 텡텡
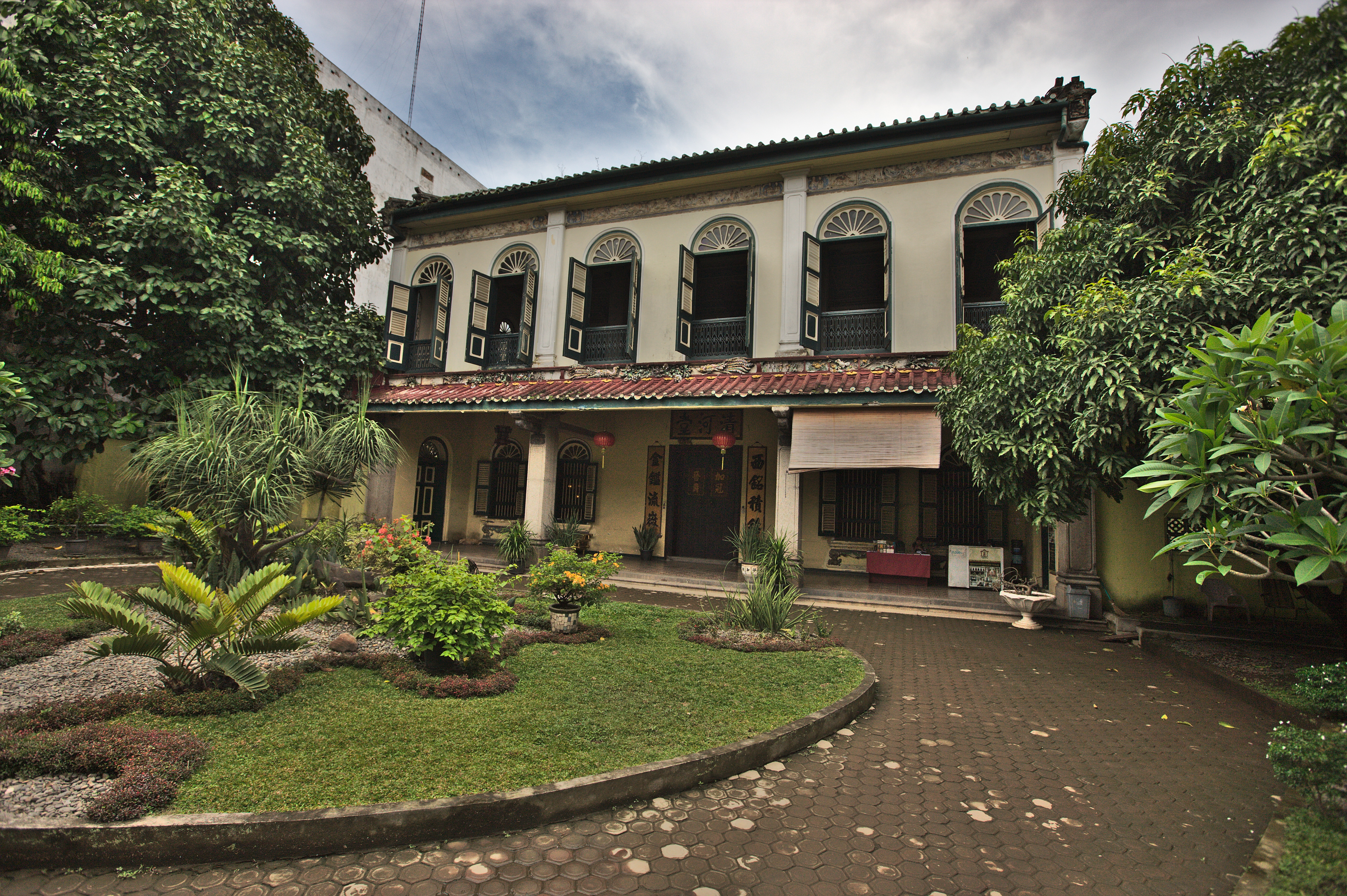
프라나칸의 모 맨션
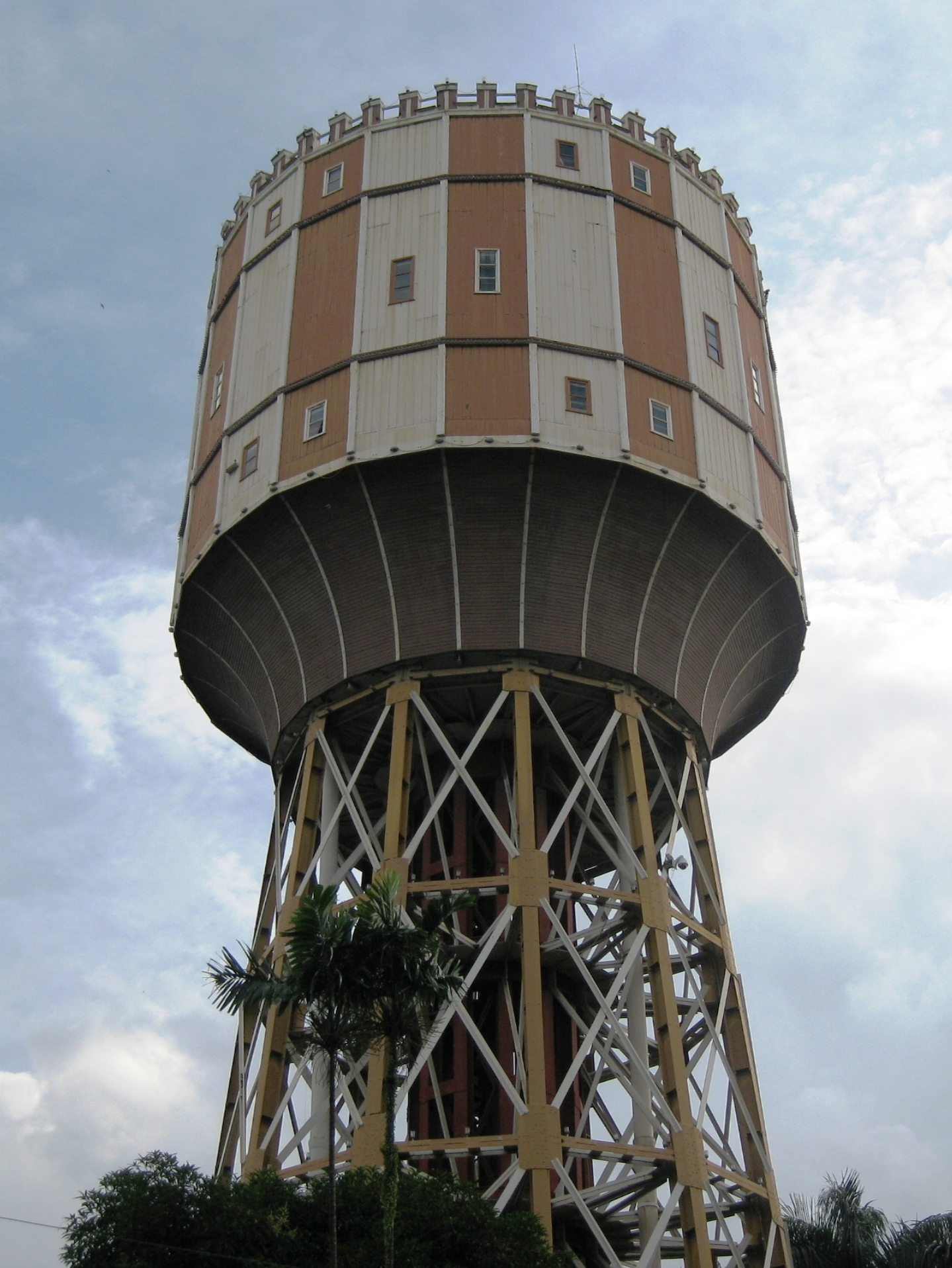
메단의 메카로 알려진 티르타나디 워터 타워는 1908년에 건립한 상태임.
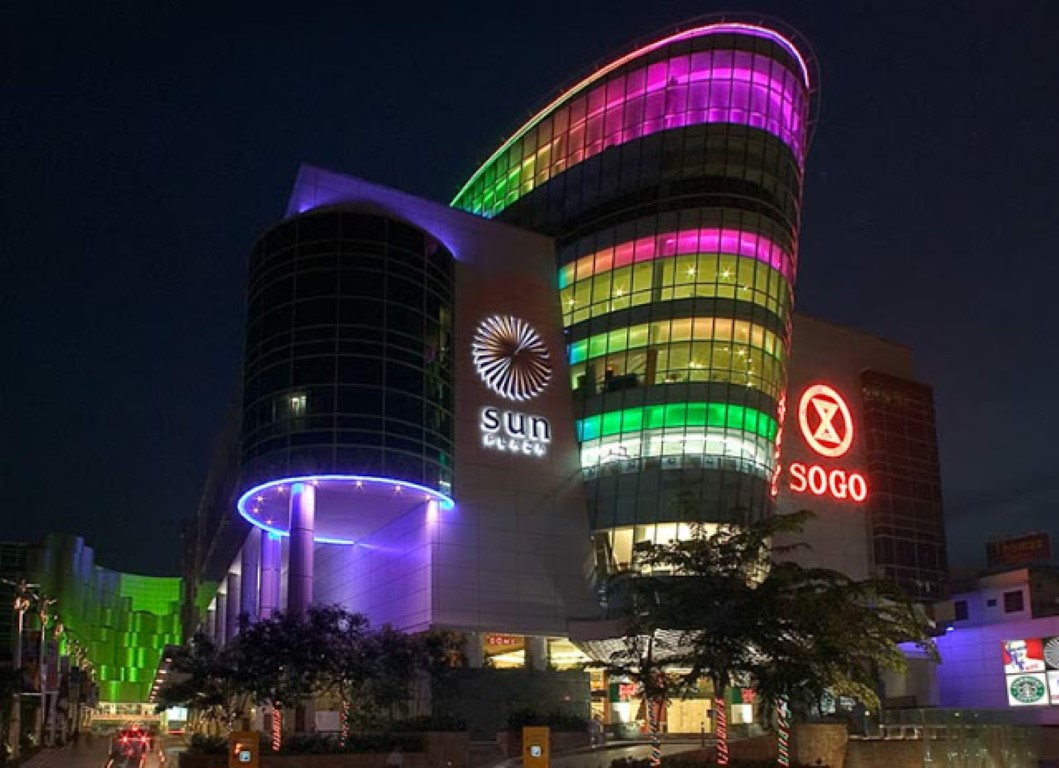
썬플라자 전경
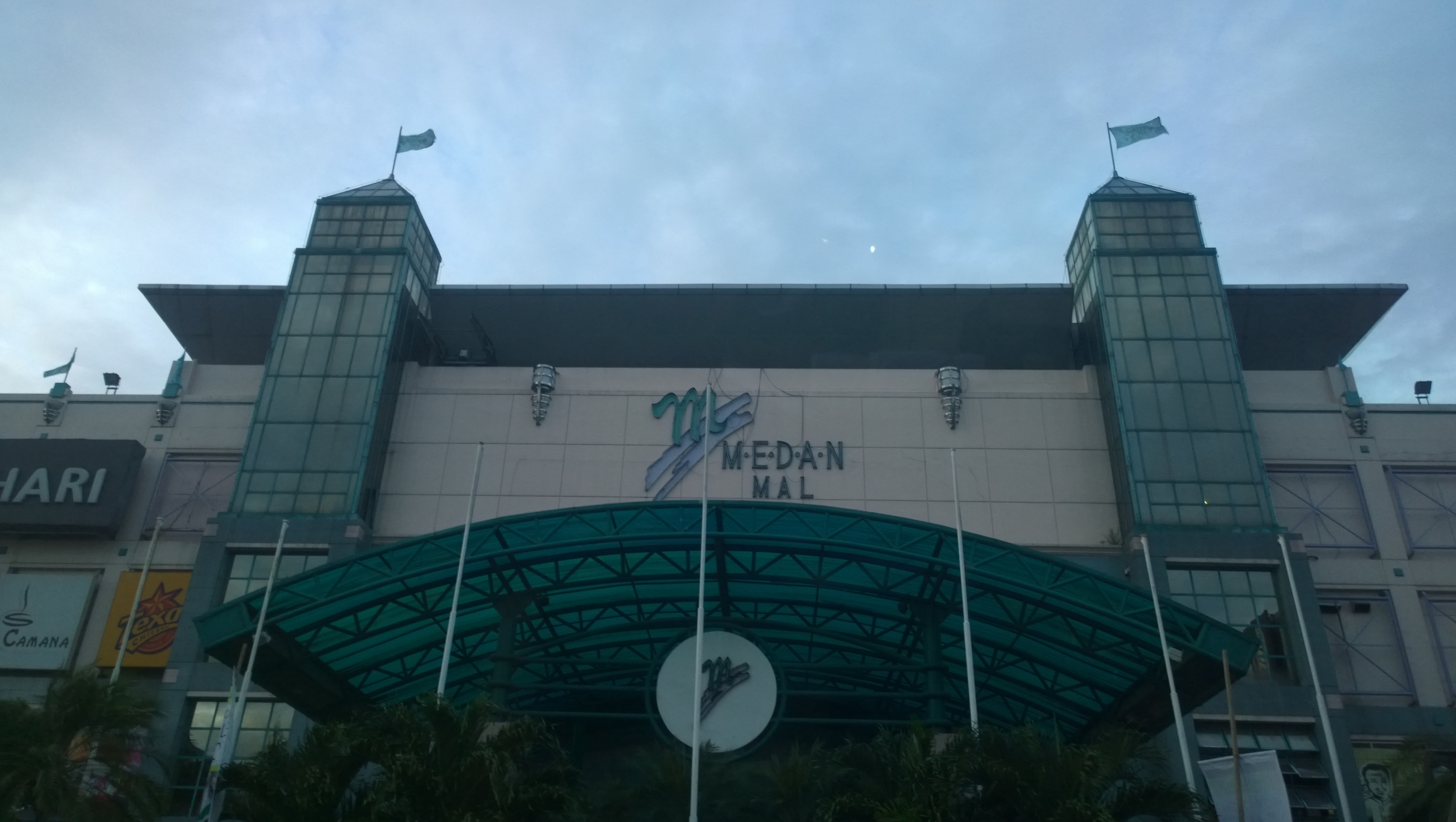
메단에서 가장 오래된 쇼핑몰로 알려진 메단몰 전경
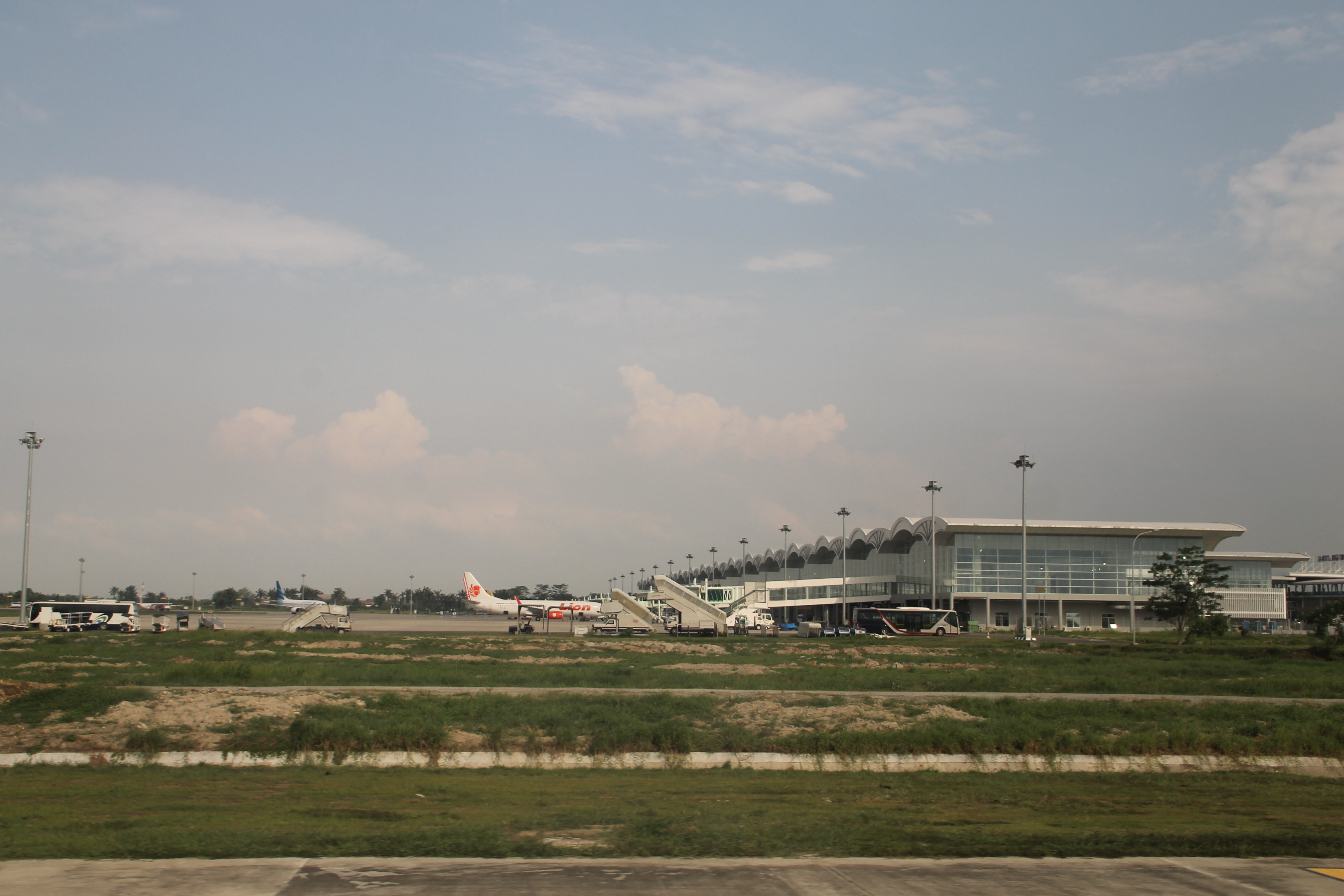
쿠알라나무 국제공항
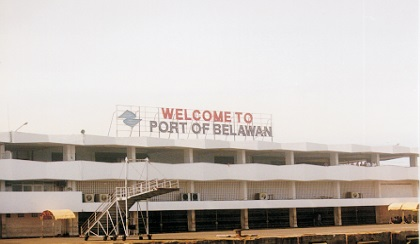
벨라완항
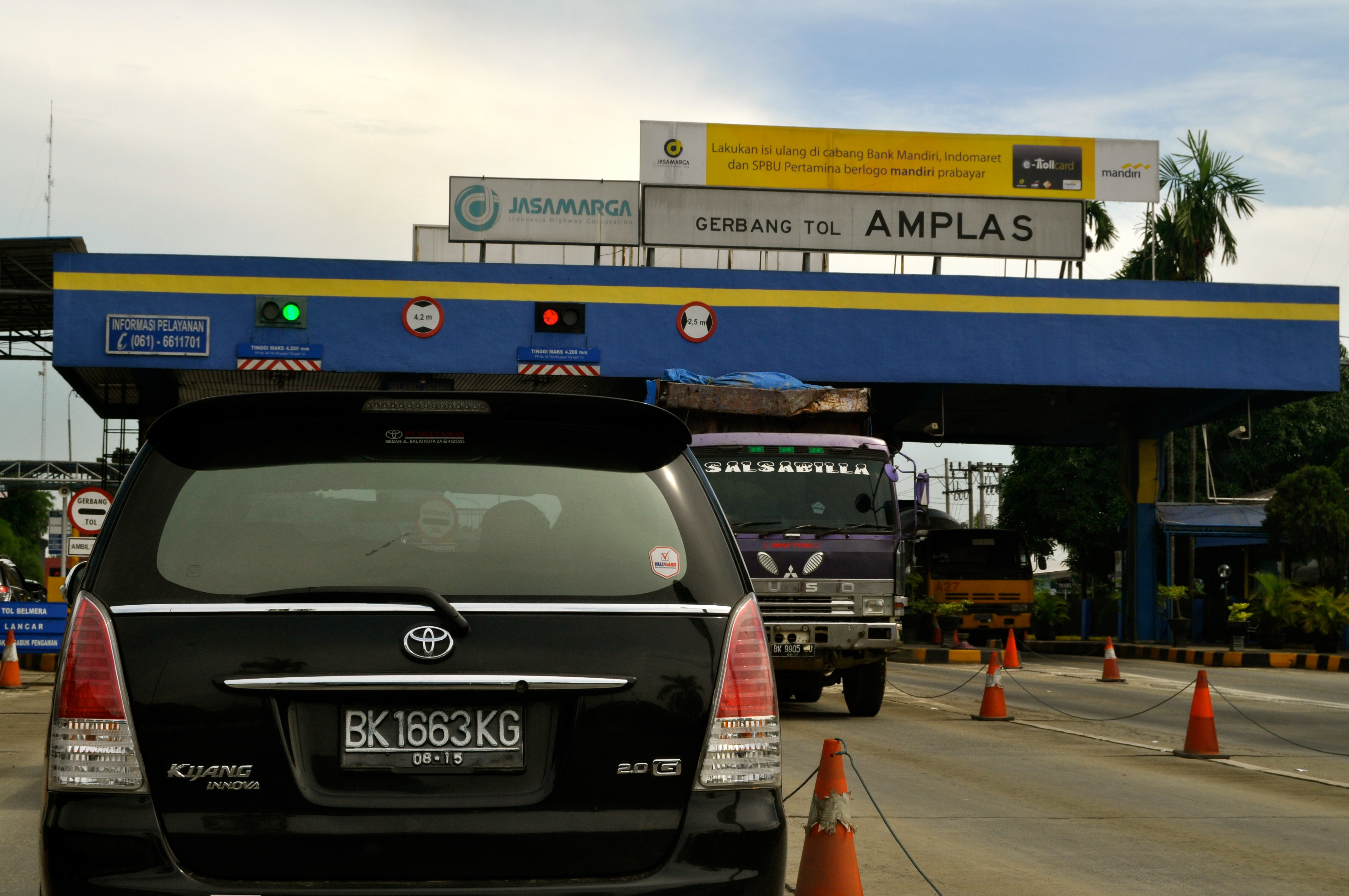
암프라스 요금소
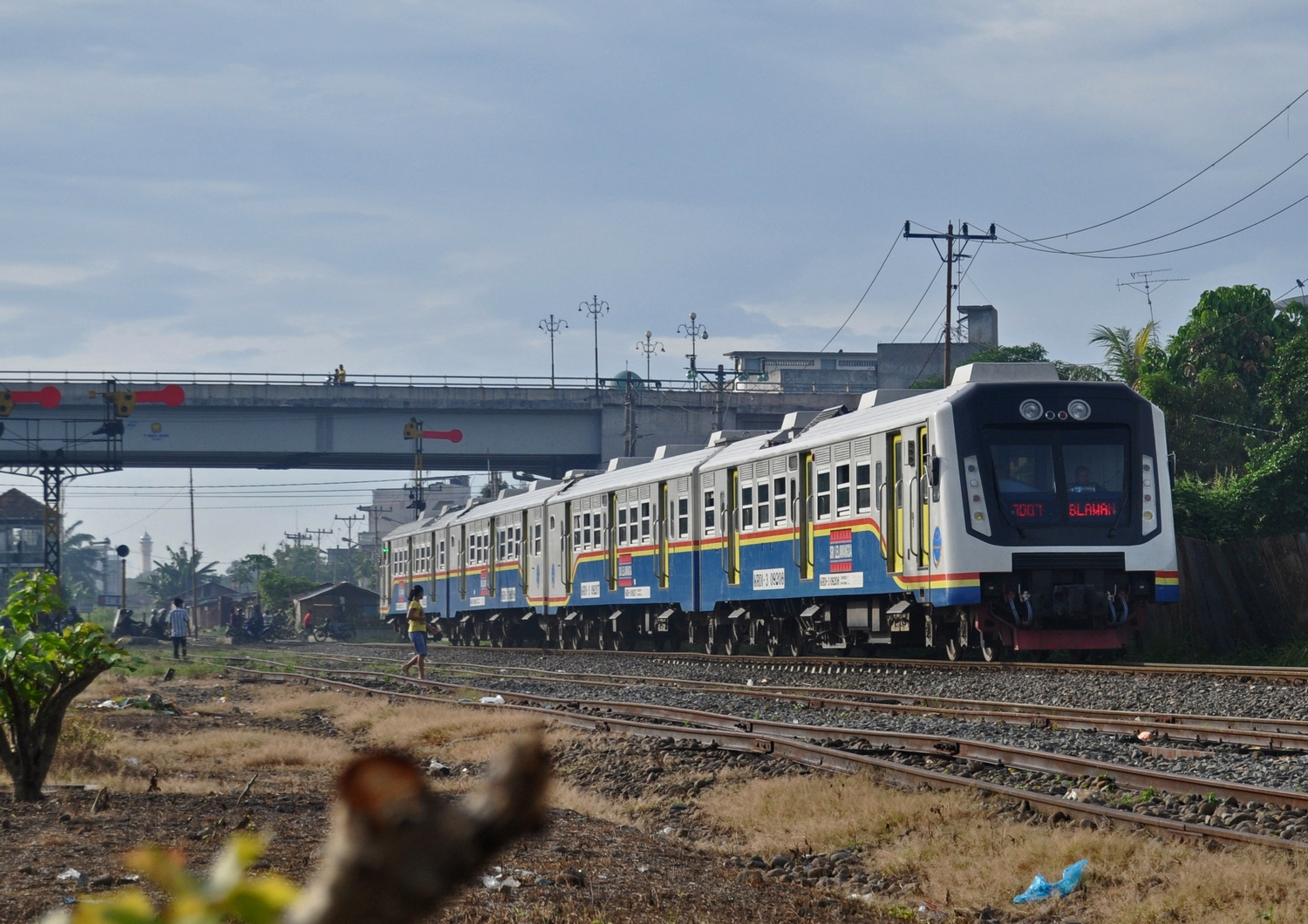
메단의 통근열차. 외형을 봐도 도시철도와 비슷한 모습을 가지고 있다.
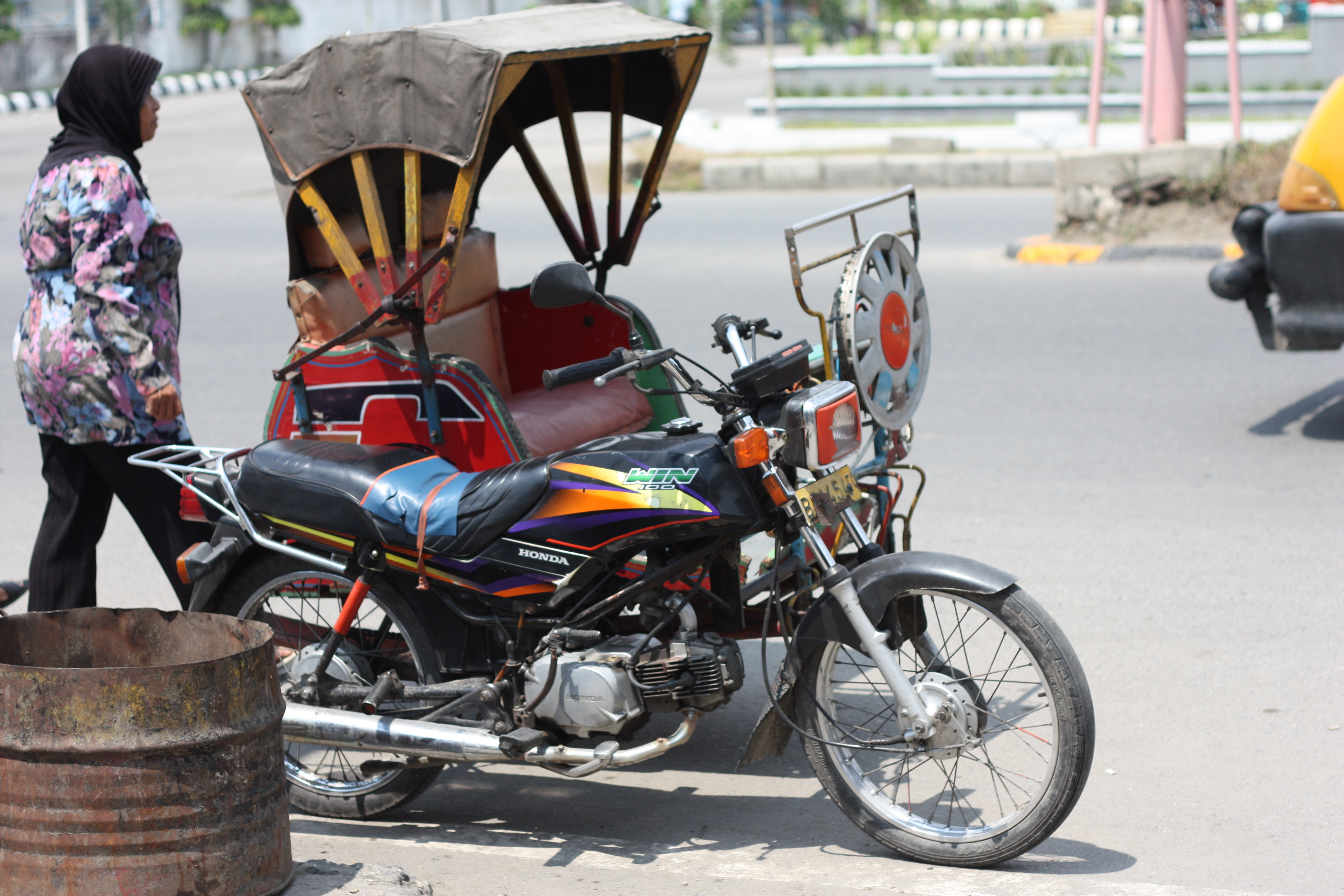
메단에서 운행중인 전동인력거의 모습
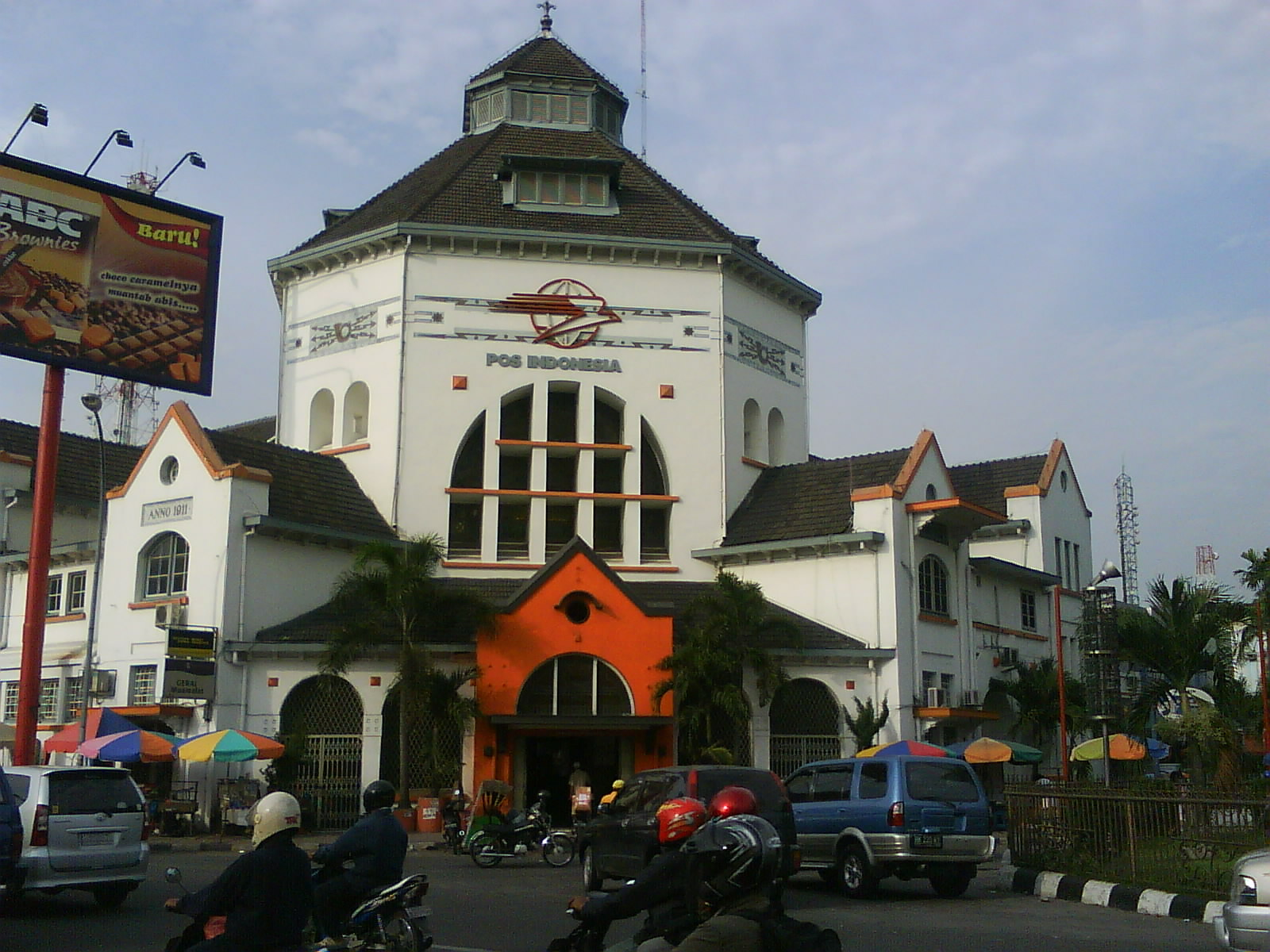
메단 우체국
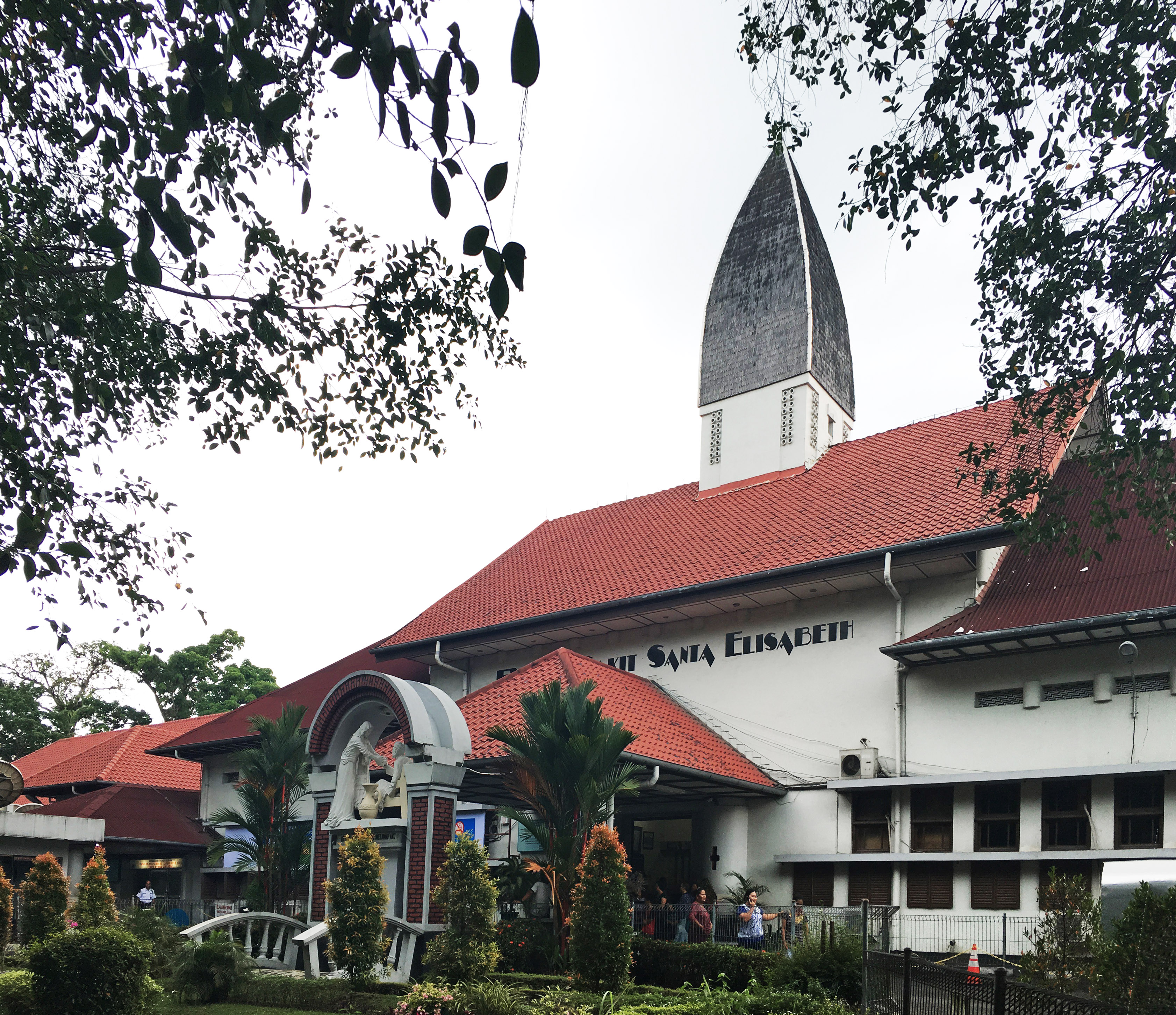
세인트 엘리사벳 병원
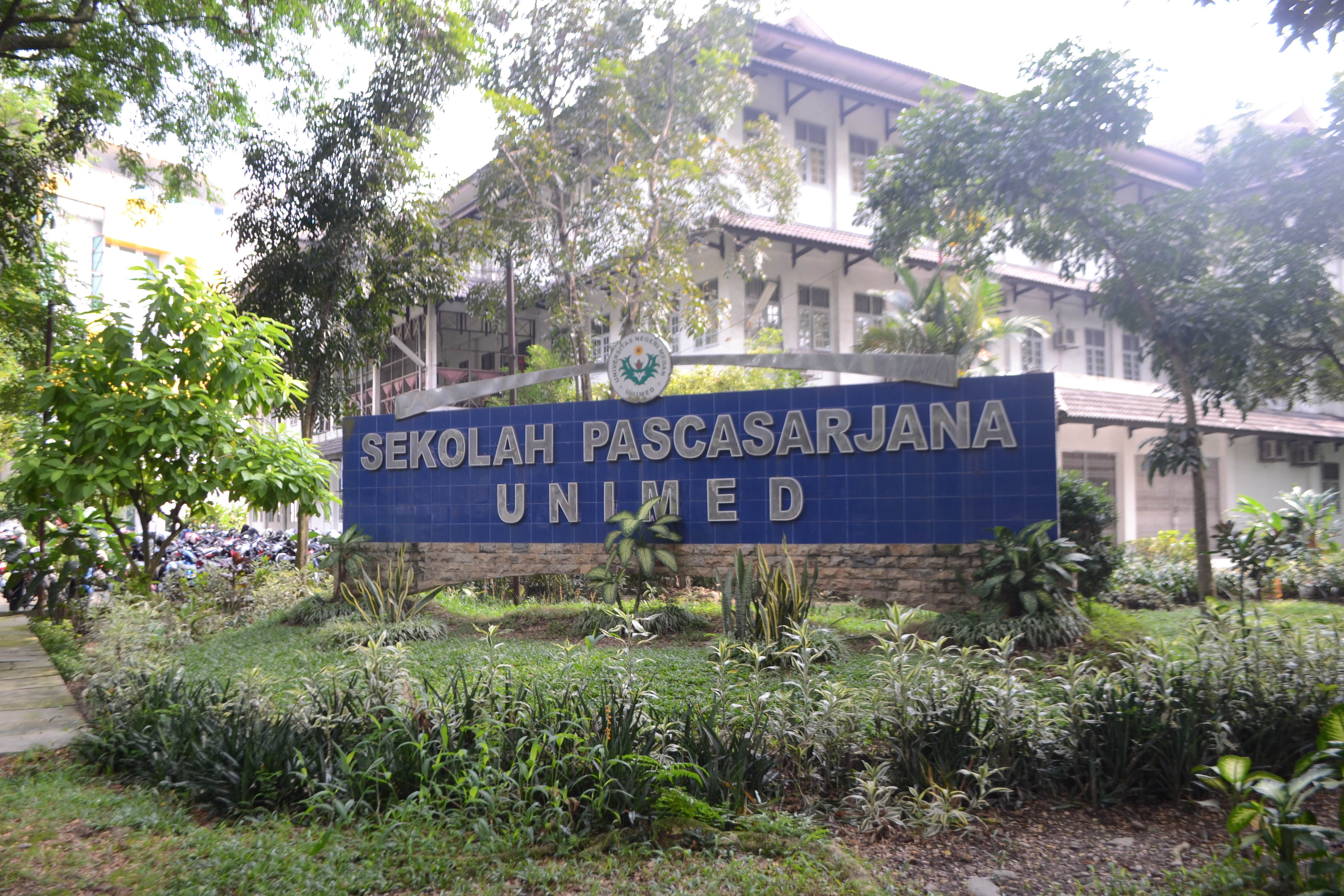
국립 메단 대학교 대학원 캠퍼스 전경

## 자매 도시
- 일본, 이치카와
- 말레이시아, 조지타운
- 중국, 청두
- 대한민국, 광주

## 참고
1. ↑  City Government of Medan: Education in Medan 보관됨 2009-04-23 - 웨이백 머신

내용주